# Whatever (Cro-Lied)
Whatever (englisch für „Was auch immer“) ist ein Lied und eine EP des deutschen Rappers und Sängers Cro. Der Song wurde am 28. Juni 2013 veröffentlicht und ist auch auf dem Studioalbum Raop +5 enthalten.

## Inhalt
Cro rappt den Liedtext aus der Sicht eines Lyrischen Ichs. Im Intro sagt er, dass er die schlimmste Woche seines Lebens hinter sich habe, sein ganzes Geld ausgegeben habe und ihn seine Frau betrogen habe. Nach dem Ausruf Whatever beginnt der Refrain, in dem es heißt, dass er sich frei fühle, nicht mehr nach Hause wolle und es egal sei, was morgen passiere. In der ersten Strophe betont Cro das Gefühl der Freiheit und rappt über eine Feiernacht im Club. Die zweite Strophe handelt vom Morgen danach, als er aufwacht, die ganzen schlafenden Frauen im Haus sieht und nicht weiß, wo er ist. Nachdem er aufgestanden ist, beginnt er sofort wieder Alkohol zu trinken und freut sich auf den nächsten Abend.

## Produktion
Cro produzierte den Beat zu Whatever selbst und verwendete dabei keine Samples anderer Lieder.

## Musikvideo
Das von Ramon Rigoni und Stefan Tauber gedrehte Musikvideo feierte am 21. Juni 2013 auf YouTube Premiere. Es beginnt damit, dass Cro am Morgen nach einer Partynacht durch das Haus geht und zwischen den schlafenden Partygästen – vorrangig Frauen – seine Pandamaske aus einem Aquarium nimmt. Nun wechselt die Handlung nach draußen, wo Cro mit Freunden in einem Mercedes-Benz der Baureihe 123 fährt. Während des weiteren Videos werden neben diesen beiden Szenerien Rückblenden von der Feier gezeigt. Am Ende geht das Auto kaputt und wird von Cro und seinen Freunden zerstört.

## EP

### Inhalt
Neben dem Titellied Whatever enthält die EP drei weitere, zuvor unveröffentlichte, Songs.
| # | Titel    | Länge |
| - | -------- | ----- |
| 1 | Whatever | 3:11  |
| 2 | Chillin  | 4:32  |
| 3 | Bei dir  | 2:20  |
| 4 | Ab jetzt | 2:49  |

### Covergestaltung
Das EP-Cover zeigt Cro mit seiner typischen Pandamaske auf dem Kopf. Er trägt ein weißes T-Shirt mit den dunkelgrauen Schriftzügen Cro und Whatever. Der Hintergrund des Bildes besteht aus gemalten Blumen verschiedenster Farben.

## Kommerzieller Erfolg

### Chartplatzierungen
Whatever stieg in der 29. Kalenderwoche des Jahres 2013 auf Platz 1 der deutschen Single-Charts ein, womit es die erste Single von Cro ist, die die Chartspitze hierzulande erreichte. In den folgenden beiden Wochen belegte es die Position 3, bevor es auf die Ränge 4; 5; 6; 7 und 10 fiel, nach 29 Wochen verließ das Lied die Top 100. In Österreich belegte der Song Platz 3 und in der Schweiz Rang 6. Dabei wurden die Verkäufe der EP mit den Einzeldownloads des Titeltracks zusammengezählt.
| ChartsChartplatzierungen | Höchstplatzierung | Wochen |
| ------------------------ | ----------------- | ------ |
| Deutschland (GfK)        | 1 (30 Wo.)        | 30     |
| Österreich (Ö3)          | 3 (26 Wo.)        | 26     |
| Schweiz (IFPI)           | 6 (14 Wo.)        | 14     |

| ChartsJahrescharts (2013) | Platzierung |
| ------------------------- | ----------- |
| Deutschland (GfK)         | 25          |
| Österreich (Ö3)           | 23          |

### Auszeichnungen für Musikverkäufe
Für mehr als 300.000 verkaufte Exemplare erhielt Whatever in Deutschland eine 3-fache Goldene Schallplatte.
| Land/Region        | Auszeichnungen für Musikverkäufe (Land/Region, Auszeichnung, Verkäufe) | Verkäufe |
| ------------------ | ---------------------------------------------------------------------- | -------- |
| Deutschland (BVMI) | 3× Gold                                                                | 450.000  |
| Österreich (IFPI)  | Platin                                                                 | 30.000   |
| Schweiz (IFPI)     | Gold                                                                   | 15.000   |
| Insgesamt          | 2× Gold · 2× Platin ·                                                  | 495.000  |